# Cathaya argyrophylla
Cathaya argyrophylla (Chun & Kuang) – gatunek jednopiennych, zimozielonych drzew należących do rodziny sosnowatych. Jedyny współczesny przedstawiciel monotypowego rodzaju Cathaya W.-Y. Chun et K.-Z. Kuang, 1962. Występuje w Chinach, w górach na wysokości od 900 do 1900 m n.p.m. w południowo-wschodnim Syczuanie, północnym Kuejczou, południowym Henanie i północno-wschodnim Kuangsi. Łączne zasoby populacji dziko rosnących nie przekraczają tysiąca roślin. Jest rzadko rosnącym składnikiem zimozielonych, liściastych lasów z dominacją przedstawicieli bukowatych. Gatunek nie ma znaczenia ekonomicznego. Uprawiany jest rzadko w kolekcjach botanicznych.

## Morfologia

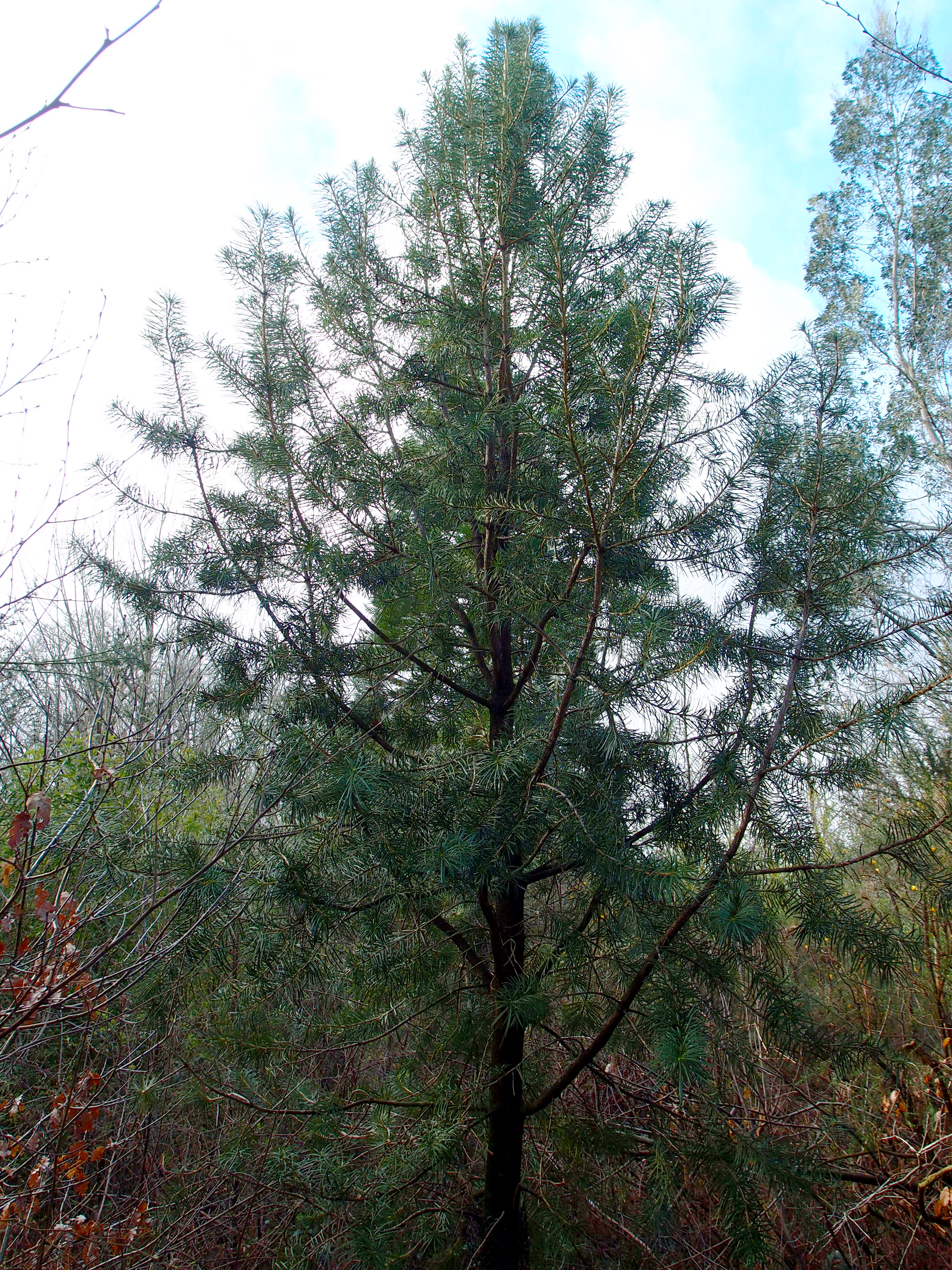
Pokrój młodego drzewa

PokrójDrzewo o prostym pniu, osiągające do 20 m wysokości i 40 cm średnicy pnia. Kora ciemnoszara, nieregularnie łuszcząca się. Pędy za młodu silnie omszone, z wiekiem łysiejące, początkowo żółtobrązowe, później ciemnożółte. Poza długopędami występują tzw. fałszywe krótkopędy o osi skróconej, ale liściach skrętoległych, pojedynczych, choć gęsto skupionych.
LiścieNa długopędach ułożone spiralnie, przy czym z powodu przemiennie szybszego i wolniejszego wzrostu – wyrastają odcinkami na zmianę gęsto i rzadko. Na pozornych krótkopędach wyrastają gęsto skupione na podobieństwo pęczków. Liście są równowąsko-lancetowate, spłaszczone o długości 4–6 cm na długopędach i zwykle nie dłuższe niż 3 cm na krótkopędach.  Od góry ciemnozielone, od spodu jaśniejsze, z 2 białymi paskami aparatów szparkowych. Na szczycie zaokrąglone.
Kwiaty i szyszkiKwiaty męskie w niewielkich szyszkowatych kwiatostanach wyrastających po 1–3 z bocznych pąków na pędzie. Kwiaty żeńskie w szyszkowatych, zielonych i początkowo wzniesionych kwiatostanach. Podczas dojrzewania nasion drewnieją i zwisają. Dojrzewają w ciągu roku, ale pozostają na gałęziach przez wiele lat. Mają jajowaty kształt, kolor ciemnobrązowy i osiągają 3–5 cm długości. Składają się z 13-16 zaokrąglonych na brzegu i omszonych łusek nasiennych. Łuski wspierające są ukryte – osiągają do 1/3 długości łusek nasiennych. Nasiona owalne, zielone, długości do 5–6 mm i szerokości do 3–4 mm z jajowatym, żółtobrązowym skrzydełkiem o długości do 1,5 cm.

## Systematyka
Współcześnie Cathaya to rodzaj monotypowy z jednym gatunkiem. Znajdowane na różnych obszarach (m.in. w Europie – w Niemczech i Polsce oraz na Syberii) skamieniałości szyszek i pyłku zaliczane do tego rodzaju i opisywane jako różne gatunki wymarłe przeniesione zostały do rodzaju Abietineaepollenites R.Potonie, 1955. Rodzaj należy do szeroko ujmowanej podrodziny sosnowych Pinioideae lub wyodrębnianej z niej podrodziny modrzewiowych Laricoideae. Ustalenie pozycji systematycznej i relacji filogenetycznych Cathaya było problematyczne ze względu na podobieństwa do kilku różnych rodzajów z rodziny sosnowatych. Na podstawie cech budowy morfologicznej i anatomicznej pewna była przynależność do szeroko ujmowanej grupy sosnowych obejmującej poza tym rodzajem także: Larix, Picea, Pinus i Pseudotsuga. Pewne cechy budowy wskazywały na siostrzaną pozycję tego rodzaju w stosunku do rodzajów Larix i Pseudotsuga (stąd klasyfikowanie do Laricoideae). Późniejsze analizy molekularne sytuują ten rodzaj jednak jako siostrzany w stosunku do Picea i Pinus lub siostrzany tylko dla Picea, wobec to której pary rodzaj Pinus jest bazalny.